# ビクトル・マヌエル・ブセティッチ
ビクトル・マヌエル・ブセティッチ（Víctor Manuel Vucetich、1952年2月6日 - ）は、メキシコ・タンピコ出身の元サッカー選手、現サッカー指導者。現役時代のポジションはミッドフィールダー。

## 経歴
1973年、18歳の時にクルブ・レオンからデビューした。運動量が持ち味のミッドフィールダーだったが、選手としては地味な経歴を送った。
1988年、33歳の時にポトロス・ネサの監督に就任し、1988-89シーズンのセグンダ・ディビシオン（当時2部）で優勝。就任初年度で初のタイトルを獲得するとともに、プリメーラ・ディビシオン（1部）昇格を果たした。しかし、1989年にクラブが売却されたため、選手時代の古巣レオンの監督に就任し、1989–90シーズンには再びセグンダ・ディビシオン優勝とプリメーラ・ディビシオン昇格を果たした。1991-92シーズンにはグループステージを5クラブ中2位で終えてリギージャに駒を進め、リギージャ準々決勝ではUNAMを、準決勝ではクルス・アスルを、決勝ではプエブラFCを破り、クラブにとって36年ぶり5度目となるリーグ優勝を果たした。指導者としては、4つの異なるクラブを率いてプリメーラ・ディビシオンで計5回優勝している。また、コパ・メヒコで2回、インテルリーガで1回、セグンダ・ディビシオンで2回優勝している。
2010年10月にはメキシコサッカー連盟から正式な接触を受け、メキシコ代表監督の座を打診されたが、家族との生活を優先したいとしてオファーを辞退した。大舞台に強く、2012-13シーズン終了時点で指揮した14回の決勝のうち13回に勝利している。唯一の例外は、クラウスーラ2012のリギージャ決勝のサントス・ラグーナ戦である。
2013年9月12日、メキシコ代表監督に就任したが、コスタリカ代表戦に敗れた2日後の10月17日に解任され、ミゲル・エレーラが後任となった。

## タイトル

### クラブ
いずれも指導者として
- ポトロス・ネサ

セグンダ・ディビシオン (1) : 1988–1989
- クルブ・レオン
- セグンダ・ディビシオン (1) : 1989–1990
- プリメーラ・ディビシオン (1) : 1991–1992

- エストゥディアンテス・テコス

プリメーラ・ディビシオン (1) : 1993–1994
- UANLティグレス

コパ・メヒコ (1) : 1995-1996
- クルス・アスル

コパ・メヒコ (1) : 1996-1997
- CFパチューカ

プリメーラ・ディビシオン (1) : アペルトゥーラ2003
- CFモンテレイ

プリメーラ・ディビシオン (2) : アペルトゥーラ2009, アペルトゥーラ2010
インテルリーガ (1) : 2010
CONCACAFチャンピオンズリーグ (2) : 2011, 2012, 2013
FIFAクラブワールドカップ
3位 (1) : 2012
5位 (1) : 2011
- ケレタロFC

コパMX (1) ：2016

### 個人
- プリメーラ・ディビシオン 最優秀監督賞 (2) : アペルトゥーラ2009, アペルトゥーラ2010